# 元居中

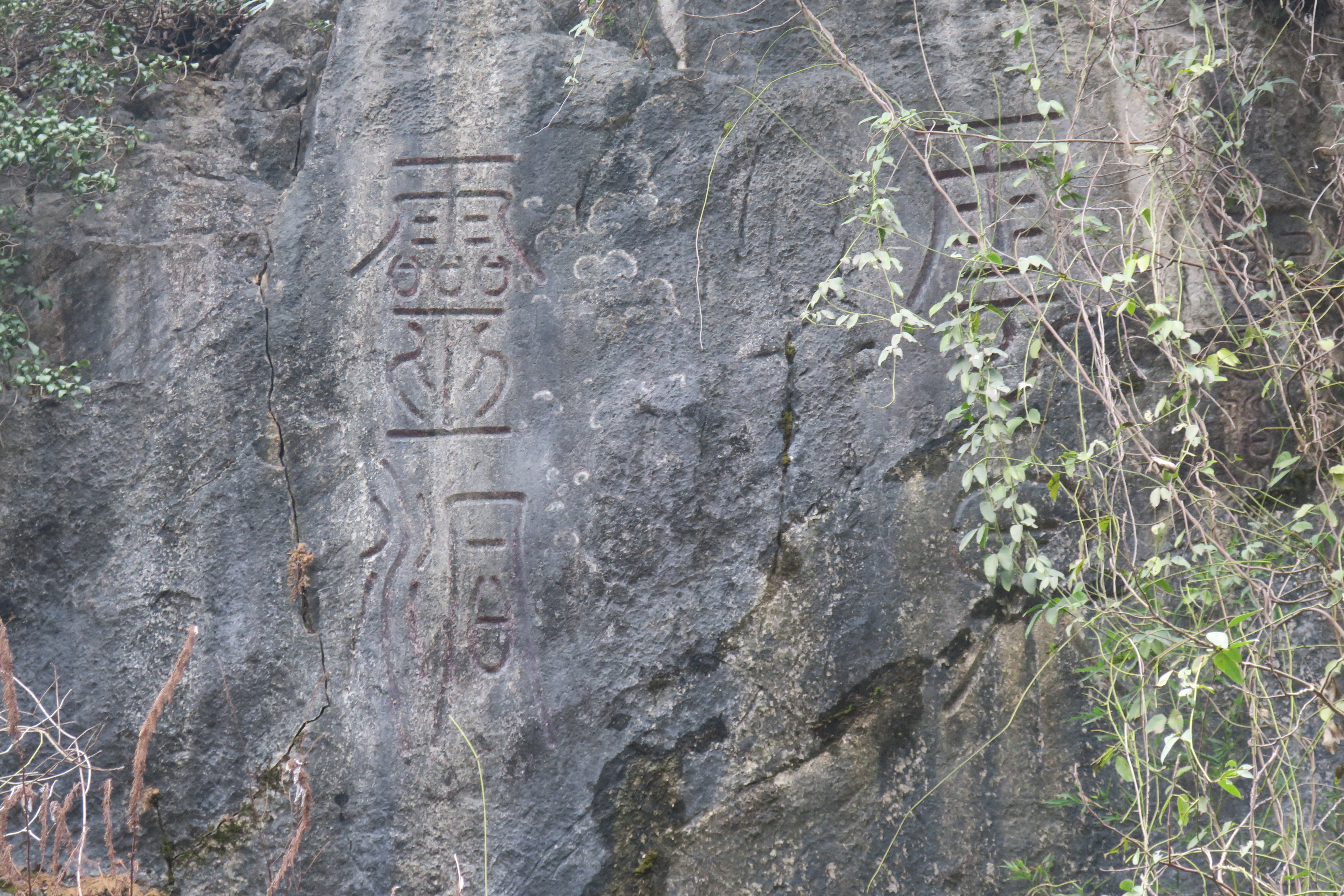
元居中“雲泉靈洞”篆書大字。在風水洞的風洞口右上方。

元居中，钱塘（今杭州）人。北宋官员、书法家。

## 生平
元居中在仁宗康定元年（1040）任天台知县。后转太常少卿。出为宿州知州。

## 成就
元居中以篆书闻名当时。今杭州风水洞上方有其摩崖“云泉灵洞”篆书四大字，书法遒古雄健，伟为钜观。此題刻為皇祐庚寅（1050）年书写，由慈严院僧人忠信命人刻石。
《淳祐临安志》录其诗。